# Nils Machowski
Nils Benjamin Machowski (* 21. September 2004) ist ein deutscher Basketballspieler.

## Laufbahn
Der Sohn des ehemaligen Basketballnationalspielers Sebastian Machowski spielte in der Jugend des Friedenauer TSC. 2020 wechselte er gemeinsam mit Nikola Tomic (Sohn des früheren Nationalspielers Drazan Tomic) von Friedenau in den Nachwuchs von Alba Berlin.
Er wurde in der Saison 2021/22 des Weiteren ins Aufgebot von SSV Lokomotive Bernau aufgenommen, um Einsatzzeit im Herrenbereich zu sammeln und spielte Mitte März 2022 erstmals für die Brandenburger in der 2. Bundesliga ProB. Ende März 2022 wurde er bei Alba Berlin von Trainer Israel González erstmals in einem Spiel der Basketball-Bundesliga eingesetzt. Im Mai 2022 und im Mai 2023 wurde Machowski mit der U19-Mannschaft des Vereins in der NBBL deutscher Meister. Da er in der Saison 2021/22 insgesamt zwei Bundesliga-Einsätze erhielt und Alba Berlin im Juni 2022 die deutsche Meisterschaft gewann, darf sich Machowski auch deutscher Meister nennen.
2023 wechselte Machowski in die Vereinigten Staaten an die University of Central Florida. 2025 ging er innerhalb des Landes ans Wofford College.

### Nationalmannschaft
Machowski nahm im Sommer 2024 an der U20-Europameisterschaft teil und belegte mit der deutschen Mannschaft den zwölften Platz.

## Karriere-Statistiken

### Bundesliga

#### Hauptrunde
| Saison    | Team   | GP | GS | MPG   | FG % | 3P % | FT % | RPG | APG | SPG | BPG | PPG |
| --------- | ------ | -- | -- | ----- | ---- | ---- | ---- | --- | --- | --- | --- | --- |
| 2021–2022 | Berlin | 2  | 0  | 04:13 | .667 | .500 | .000 | 0.0 | 0.3 | 0.0 | 0.0 | 2.5 |
| 2022–2023 | Berlin | 2  | 0  | 09:25 | .167 | .250 | .000 | 1.0 | 1.0 | 0.1 | 0.5 | 1.0 |

Quelle: 

### Euro League

#### Hauptrunde
| Saison    | Team   | GP | GS | MPG   | FG %  | 3P % | FT % | RPG | APG | SPG | BPG | PPG |
| --------- | ------ | -- | -- | ----- | ----- | ---- | ---- | --- | --- | --- | --- | --- |
| 2022–2023 | Berlin | 3  | 0  | 06:43 | .1000 | .000 | .000 | 0.0 | 0.0 | 0.0 | 0.0 | 2.0 |

Quelle: 